# Jānis Pastars
Jānis Pastars (ur. 22 czerwca 1992 roku) – łotewski futsalista, zawodnik z pola, reprezentant Łotwy, wcześniej także piłkarz, od 2021 roku zawodnik Red Devils Chojnice. 
W barwach łotewskiego FK Nikars Ryga, w barwach którego występował w latach 2014–2018, zdobył cztery tytuły Mistrza Łotwy i trzy Puchary Łotwy. W latach 2018–2020 był zawodnikiem Orła Jelcz-Laskowice, dla którego rozegrał 74 mecze na poziomie ekstraklasy, zdobywając 13 bramek. Od sezonu 2021/2022 występuje w barwach Red Devils Chojnice.
W 2017 roku zadebiutował w reprezentacji Łotwy, dla której rozegrał 18 meczów, strzelając 5 bramek.
Występował również jako piłkarz na poziomie Latvijas futbola 1. līga w zespołach FB Gulbene i Preilu BJSS.